# Римавска Бања
Римавска Бања (слч. Rimavská Baňa) насељено је мјесто са административним статусом сеоске општине (слч. obec) у округу Римавска Собота, у Банскобистричком крају, Словачка Република.

## Становништво
| Година:    | 1994. | 2004.   | 2014.    | 2024.   |
| ---------- | ----- | ------- | -------- | ------- |
| Број људи: | 408   | 440     | 536      | 502     |
| Разлика:   |       | +7,84 % | +21,81 % | -6,34 % |

| Година:    | 2023. | 2024.   |
| ---------- | ----- | ------- |
| Број људи: | 510   | 502     |
| Разлика:   |       | -1,56 % |

Према подацима о броју становника из 2011. године насеље је имало 544 становника.